# Lorestan (tỉnh)

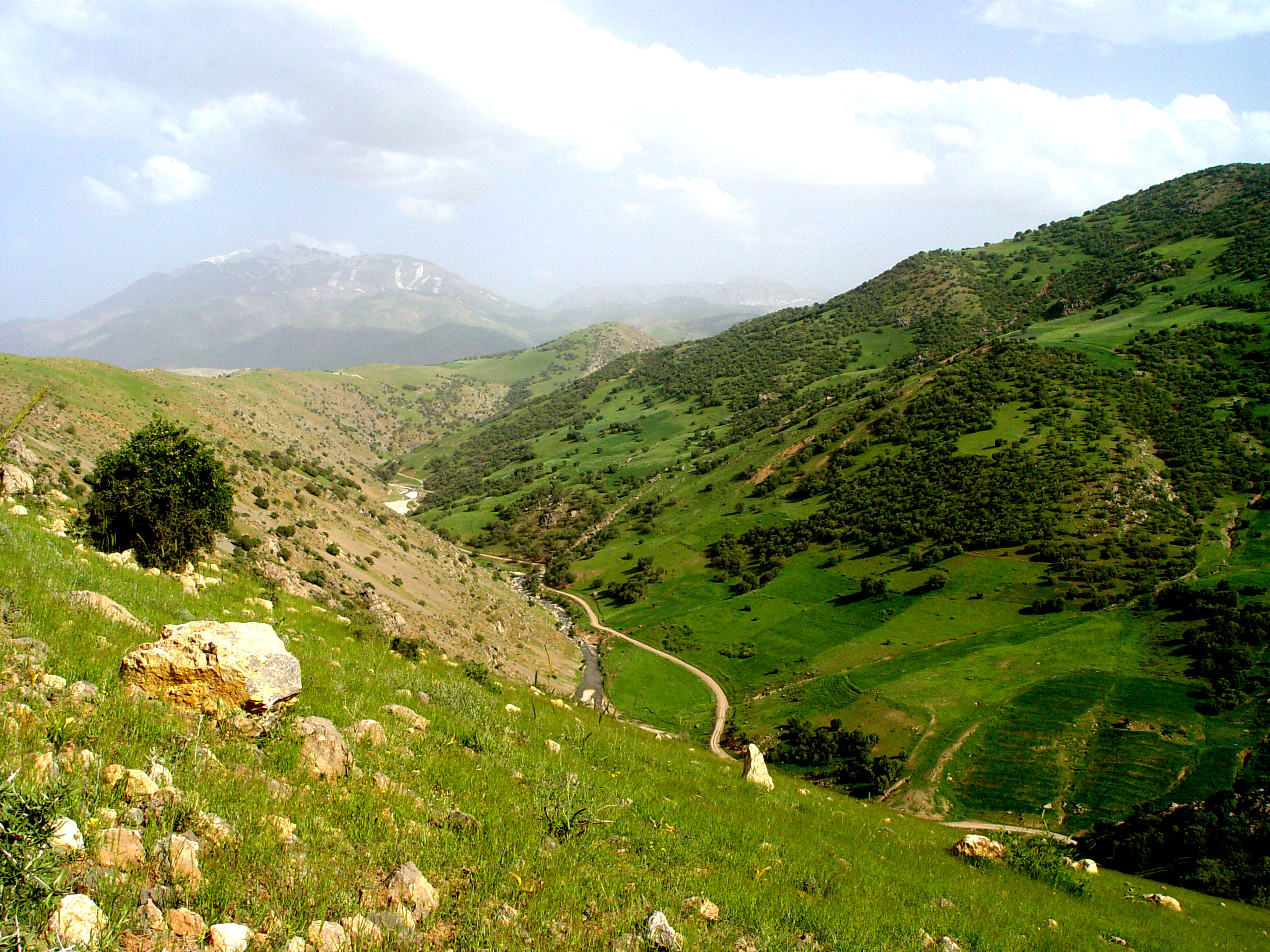
Azna

Tỉnh Lorestan (tiếng Ba Tư: استان لرستان, Ostān-e Lorestān) là một lãnh thổ lịch sử và các tỉnh miền tây Iran, giữa những dãy núi Zagros. Dân số Lorestan được ước tính khoảng 1.716.527 người vào năm 2006. Lorestan bao gồm diện tích 28.392 km ². Các thành phố lớn ở tỉnh này là: Khorramabad, Borujerd, Aligoodarz, Dorood, Koohdasht, Azna, Alashtar, Noor Abad, và Pol-e-Dokhtar.